# Фортепианный квинтет (Шостакович)
Фортепианный квинтет Соль минор, соч. 57 — одно из известнейших значительных произведений Дмитрия Шостаковича. Как и большинство фортепианных квинтетов, написано для квартета и фортепиано.

## История создания
Первый скрипач квартета имени Бетховена Дмитрий Цыганов вспоминал:
После выдающегося успеха Первого квартета Шостаковича мы просили его написать фортепианный квинтет. Ответ Дмитрия Дмитриевича был радостен для нас: «…напишу квинтет непременно и обязательно вместе с вами сыграю его…» Это было в 1939 году, а годом спустя состоялось поистине триумфальная премьера…

## Исполнения квинтета
23 ноября 1940 года Квартет имени Бетховена и Дмитрий Шостакович исполнили квинтет в Москве, в Малом зале консерватории. Это было одним из величайших триумфов Шостаковича. Как и после премьеры Пятой симфонии, аплодисментам не было конца, а композитора и исполнителей вызывали множество раз.
Это был один из немногих случаев, когда произведение Шостаковича было чуть ли не единодушно признано критиками, коллегами и слушателями.
Сергей Прокофьев писал:
…Если бы Шостаковичу было шестьдесят лет, то для человека, умудрённого годами, эта привычка взвешивать каждую ноту была бы, может быть, замечательным достоинством; но сейчас она грозит перейти в недостаток. Поэтому мне жаль, что в квинтете недостаёт устремлений и порывов, хотя в целом я считаю это замечательным произведением.
Уже через полгода, 29 апреля 1941 года, квинтет впервые прозвучал в нью-йоркском Карнеги-холле в исполнении пианистки Вивиан Ривкин и Стайвесантского квартета, в мае этими музыкантами была осуществлена запись.

## Строение
Квинтет состоит из пяти частей:
- 1. Прелюдия: Lento
- 2. Фуга: Adagio
- 3. Скерцо: Allegretto
- 4. Интермеццо: Lento
- 5. Финал: Allegretto

## Звукозаписи
10 декабря 1940 г. автор и Квартет имени Бетховена осуществили первую запись квинтета — вероятно, на тонфильм. В настоящее время она не опубликована. Осенью 1947 г. квинтет был записан на грампластинки в том же составе — эта запись доступна по ссылке ниже.